# Antonio Albuquerque
Antonio Ribeiro de Albuquerque (Limoeiro de Anadia, 2 de junho de 1964) é um deputado estadual de Alagoas. 

## Carreira política
Filiado ao PTB, já está em seu 7º mandato consecutivo. Chegou a ser o candidato mais bem votado da Assembleia alagoana, nas eleições de 2002, com quase 5% dos votos.
Foi eleito 4 vezes para a presidência da Assembleia Legislativa de Alagoas, sendo o responsável pela criação da "TV Assembleia" daquele estado, em 2007. Formado em ciências contábeis, foi também "secretário de administração e finanças" de sua cidade natal.
Até 2021, ele e seu filho presidiam o PTB de Alagoas.

## Família
É pai do deputado federal Nivaldo Albuquerque e de Arthur Albuquerque, Secretário do Trabalho e Emprego de Alagoas, no governo de Renan Filho.